# Michel Morganella
Michel Morganella (Sierre, 17 mei 1989) is een Zwitsers-Italiaans voetballer die doorgaans speelt als rechtsback. In juli 2023 verruilde hij FC Rancate voor FC Chiasso. Morganella maakte in 2012 zijn debuut in het Zwitsers voetbalelftal.

## Clubcarrière
Morganella startte zijn carrière in de jeugdopleiding van FC Sion. In 2006 verkaste de verdediger naar FC Basel. In 2008 verlengde hij zijn contract tot medio 2011, maar dit had minder waarde door wat er gebeurde in de zomer van 2009. In die periode vertrok de rechtsback namelijk naar het Italiaanse Palermo. Hij werd de eerste Zwitserse speler van il Rosanero. Na een verhuurperiode bij Novara, verkocht Palermo op 31 januari 2011 de helft van zijn transferrechten aan die club, samen met die van Samir Ujkani. Op 22 juni 2012 maakte Palermo bekend beide spelers teruggehaald te hebben van Novara. Na zes jaar verliet Morganella de Italiaanse club. Hierop ging hij spelen voor FC Rapperswil-Jona, waar hij voor twee jaar tekende. In januari 2019 maakte Morganella de overstap naar Padova. Bij deze club bleef hij een halfjaar actief, voor Livorno hem overnam. Morganella keerde in september 2020 terug naar Zwitserland, waar FC Chiasso hem transfervrij overnam. In februari 2023 ging hij voor FC Rancate spelen. Eenhalf seizoen later keerde hij terug naar FC Chiasso.

## Interlandcarrière
Morganella maakte zijn debuut in het Zwitsers voetbalelftal op 30 mei 2012, toen er met 0–1 verloren werd van Roemenië. Van bondscoach Ottmar Hitzfeld mocht de verdediger vijf minuten voor tijd invallen voor Reto Ziegler.
Morganella nam met het Zwitsers olympisch voetbalelftal onder leiding van bondscoach Pierluigi Tami deel aan de Olympische Spelen van 2012 in Londen. Daar werd de ploeg in de voorronde uitgeschakeld na een gelijkspel tegen Gabon (1–1) en nederlagen tegen Zuid-Korea (1–2) en Mexico (0–1). Hij werd voortijdig naar huis gestuurd vanwege een racistische tweet.
| Interlands van Michel Morganella voor Zwitserland | Interlands van Michel Morganella voor Zwitserland | Interlands van Michel Morganella voor Zwitserland | Interlands van Michel Morganella voor Zwitserland | Interlands van Michel Morganella voor Zwitserland | Interlands van Michel Morganella voor Zwitserland | Interlands van Michel Morganella voor Zwitserland |
| №                                                 | Datum                                             | Wedstrijd                                         | Uitslag                                           | Competitie                                        | Goals                                             |                                                   |
| Als speler bij Novara                             | Als speler bij Novara                             | Als speler bij Novara                             | Als speler bij Novara                             | Als speler bij Novara                             | Als speler bij Novara                             | Als speler bij Novara                             |
| ------------------------------------------------- | ------------------------------------------------- | ------------------------------------------------- | ------------------------------------------------- | ------------------------------------------------- | ------------------------------------------------- | ------------------------------------------------- |
| 1                                                 | 30 mei 2012                                       | Zwitserland – Roemenië                            | 0 – 1                                             | Vriendschappelijk                                 |                                                   |                                                   |
| Als speler bij Palermo                            |                                                   |                                                   |                                                   |                                                   |                                                   |                                                   |
| 2                                                 | 6 februari 2013                                   | Griekenland – Zwitserland                         | 0 – 0                                             | Vriendschappelijk                                 |                                                   |                                                   |

Bijgewerkt op 15 november 2024.

## Erelijst
| Competitie   |          |          |          |          |
| Competitie   | Aantal   | Jaren    |          |          |
| FC Basel     | FC Basel | FC Basel | FC Basel | FC Basel |
| ------------ | -------- | -------- | -------- | -------- |
| Super League | 1        | 2007/08  |          |          |
| Palermo      |          |          |          |          |
| Serie B      | 1        | 2013/14  |          |          |